# Afonso Lourenço de Valadares
Afonso Lourenço de Valadares (1340 -?) foi um Cavaleiro medieval português e Senhor da Casa Solar de Tangil, actual freguesia do concelho de Monção.

## Relações familiares
Casou com Teresa Gil Soares Tangil (c. 1340 -?), filha de Gil Afonso Soares Tangil e de Aldonça Martins (1320 -?) de quem teve:
1. Gil Afonso Soares Tangil (1360 -?) casou com Teresa Gil da Ribeira.
2. Afonso Gil Soares Tangil.
3. Heitor Soares Tangil (1375 -?) casou com Mécia Pereira.
4. Pedro Soares Tangil.